# Copa Libertadores da América de 1963
A Copa Libertadores da América de 1963, originalmente denominada Copa dos Campeões da América, foi a quarta edição do torneio de clubes de futebol mais premiada da América do Sul. Nove equipes se inscreveram, com Bolívia e Venezuela não enviando representantes.
Esta competição foi notável pela participação de muitas estrelas de classe mundial, como José Sanfilippo, Pelé, Garrincha, Antonio Rattín, Alberto Spencer e Jairzinho, entre outros. O Alvinegro da Vila, geralmente considerado o maior time de clube de futebol de todos os tempos, derrotou seus oponentes da semifinal e da final de forma elegante, o que incluiu uma vitória por 4 a 0 sobre o Botafogo no lendário Estádio do Maracanã e uma vitória por 2 a 1 na La Bombonera, casa do Boca Juniors. Em um clássico confronto sul-americano, o atual campeão Santos derrotou os Xeneixes em ambas as etapas da final para manter o título.

## Equipes classificadas
| Associação                        | Equipe               | Classificação                                   | Fase           |
| --------------------------------- | -------------------- | ----------------------------------------------- | -------------- |
| Argentina · (1 vaga)              | Boca Juniors         | Campeão do Campeonato Argentino de 1962         | Fase de grupos |
| Brasil · (1 vaga + atual campeão) | Santos               | Campeão da Copa Libertadores da América de 1962 | Semifinais     |
| Brasil · (1 vaga + atual campeão) | Botafogo             | Vice-campeão do Campeonato Brasileiro de 1962   | Fase de grupos |
| Chile · (1 vaga)                  | Universidad de Chile | Campeão do Campeonato Chileno de 1962           | Fase de grupos |
| Colômbia · (1 vaga)               | Millonarios          | Campeão do Campeonato Colombiano de 1962        | Fase de grupos |
| Equador · (1 vaga)                | Everest              | Campeão do Campeonato Equatoriano de 1962       | Fase de grupos |
| Paraguai · (1 vaga)               | Olimpia              | Campeão do Campeonato Paraguaio de 1962         | Fase de grupos |
| Peru · (1 vaga)                   | Alianza Lima         | Campeão do Campeonato Peruano de 1962           | Fase de grupos |
| Uruguai · (1 vaga)                | Peñarol              | Campeão do Campeonato Uruguaio de 1962          | Fase de grupos |

## Formato
Devido ao número ímpar de equipes, a primeira rodada se tornou uma fase de grupos com dois grupos de três e um grupo de dois, e o melhor de cada grupo se classificaria para a próxima fase. O formato para as semifinais e as finais permaneceu o mesmo da temporada anterior, com a manutenção do campeão do ano anterior entrando diretamente nas semifinais.
Em cada fase do torneio, as equipes recebiam dois pontos por vitória, um ponto por empate e nenhum ponto por derrota. Se duas ou mais equipes estivessem empatadas em pontos, o seguinte critério era aplicado para determinar a classificação na fase de grupos:
1. um playoff de um jogo;
2. maior saldo de gols;
3. sorteio.

## Fase de grupos

### Grupo 1
| Equipe       | Pts | J | V | E | D | GP | GC | SG |
| ------------ | --- | - | - | - | - | -- | -- | -- |
| Botafogo     | 8   | 4 | 4 | 0 | 0 | 6  | 1  | +5 |
| Alianza Lima | 3   | 4 | 1 | 1 | 2 | 2  | 3  | -1 |
| Millonarios  | 1   | 4 | 0 | 1 | 3 | 0  | 4  | -4 |

| 24 de abril | Alianza Lima | 0 – 0 | Millonarios | Lima                       |
|             |              |       |             | Árbitro: CHI Carlos Robles |

| 26 de maio | Millonarios | 0 – 1 | Alianza Lima | Bogotá                     |  |
|            |             |       | Zegarra 88'  | Árbitro: CHI Carlos Robles |  |

| 30 de junho | Alianza Lima | 0 – 1 | Botafogo  | Lima                             |  |
|             |              |       | Élton 34' | Árbitro: ARG José Luis Praddaude |  |

| 7 de julho | Millonarios | 0 – 2 | Botafogo                  | Bogotá                     |  |
|            |             |       | Antoninho 39' · Rildo 51' | Árbitro: PAR Rubén Cabrera |  |

| 24 de julho | Botafogo                         | 2 – 1 | Alianza Lima | Rio de Janeiro              |  |
|             | Jairzinho 4' · Nilton Santos 89' |       | Tenemás 35'  | Árbitro: ARG Manuel Velarde |  |

| não disputada | Botafogo | [ a ] | Millonarios |  |  |
|               |          |       |             |  |  |

### Grupo 2
| Time    | Pts | J | V | E | D | GP | GC | SG  |
| ------- | --- | - | - | - | - | -- | -- | --- |
| Peñarol | 4   | 2 | 2 | 0 | 0 | 14 | 1  | 13  |
| Everest | 0   | 2 | 0 | 0 | 2 | 1  | 14 | -13 |

| 9 de junho | Everest | 0 – 5 | Peñarol                              | Guayaquil                    |  |
|            |         |       | Rocha 10', 32' · Sasía 54', 60', 67' | Árbitro: CHI Domingo Massaro |  |

| 7 de julho | Peñarol                                                                   | 9 – 1 | Everest   | Montevidéu                    |  |
|            | Spencer 4', 6', 9', 23', 72' · Rocha 31' · Matosas 48', 60' · Abbadie 54' |       | Gandó 52' | Árbitro: ARG Carlos Nay Foino |  |

### Grupo 3
| Equipe               | Pts | J | V | E | D | GP | GC | SG |
| -------------------- | --- | - | - | - | - | -- | -- | -- |
| Boca Juniors         | 6   | 4 | 3 | 0 | 1 | 9  | 6  | +3 |
| Olimpia              | 4   | 4 | 2 | 0 | 2 | 7  | 10 | -3 |
| Universidad de Chile | 2   | 4 | 1 | 0 | 3 | 7  | 7  | 0  |

| 7 de abril | Olimpia      | 1 – 0 | Boca Juniors | Assunção                     |  |
|            | Ferreira 83' |       |              | Árbitro: PER Arturo Yamasaki |  |

| 14 de abril | Boca Juniors                                               | 5 – 3 | Olimpia          | Buenos Aires                 |  |
|             | Valentim 2', 30' (pen.) · Menéndez 62', 80' · Corbatta 88' |       | Zárate · Segovia | Árbitro: PER Arturo Yamasaki |  |

| 26 de junho | Boca Juniors | 1 – 0 | Universidad de Chile | Buenos Aires                 |  |
|             | González 47' |       |                      | Árbitro: PER Arturo Yamasaki |  |

| 17 de julho | Universidad de Chile                      | 4 – 1 | Olimpia  | Santiago                    |  |
|             | Marcos 41' · Álvarez 61', 77' · Musso 85' |       | Arámbulo | Árbitro: ARG Manuel Velarde |  |

| 24 de julho | Olimpia              | 2 – 1 | Universidad de Chile | Assunção                          |  |
|             | Núñez 2' (pen.), 11' |       | Sepúlveda 79'        | Árbitro: PER Alberto Tejada Burga |  |

| 31 de julho | Universidad de Chile | 2 – 3 | Boca Juniors             | Santiago                    |  |
|             | Sánchez 12', 44'     |       | Sanfilippo 13', 53', 54' | Árbitro: URU Esteban Marino |  |

## Fase final

### Confrontos
|  | Semifinais   | Semifinais   | Semifinais   | Semifinais   | Semifinais |   |        | Final  | Final | Final | Final | Final |  |
|  |              |              |              |              |            |   |        |        |       |       |       |       |  |
|  | Santos       | Santos       | 1            | 4            | 5          |   |        |        |       |       |       |       |  |
|  | Santos       | Santos       | 1            | 4            | 5          |   |        |        |       |       |       |       |  |
|  | Botafogo     | Botafogo     | 1            | 0            | 1          |   |        |        |       |       |       |       |  |
|  | Botafogo     | Botafogo     | 1            | 0            | 1          |   | Santos | Santos | 3     | 2     | 5     |       |  |
|  |              |              |              |              |            |   | Santos | Santos | 3     | 2     | 5     |       |  |
|  |              |              | Boca Juniors | Boca Juniors | 2          | 1 | 3      |        |       |       |       |       |  |
|  | Peñarol      | Peñarol      | Boca Juniors | Boca Juniors | 2          | 1 | 3      | 1      | 0     | 1     |       |       |  |
|  | Peñarol      | Peñarol      |              |              |            |   |        |        |       | 1     |       |       |  |
|  | Boca Juniors | Boca Juniors | 2            | 1            | 3          |   |        |        |       |       |       |       |  |

### Semifinais
Quatro equipes foram sorteadas em dois grupos: os três melhores colocados de cada grupo da fase anterior mais o campeão do ano pregresso, o Santos. Em cada grupo, as equipes jogaram umas contra as outras em casa e fora. A melhor equipe de cada grupo avançou para a final.

#### Grupo A
| Time         | Pts | J | V | E | D | GP | GC | SG |
| ------------ | --- | - | - | - | - | -- | -- | -- |
| Boca Juniors | 4   | 2 | 2 | 0 | 0 | 3  | 1  | +2 |
| Peñarol      | 0   | 2 | 0 | 0 | 2 | 1  | 3  | -2 |

| 7 de agosto | Peñarol       | 1 – 2 | Boca Juniors      | Montevidéu                                                          |  |
|             | Magdalena 80' |       | Valentim 26', 88' | Estádio: Centenario Público: 20 000 Árbitro: PAR José Dimas Larrosa |  |

| 17 de agosto | Boca Juniors   | 1 – 0 | Peñarol | Buenos Aires                                                          |  |
|              | Sanfilippo 47' |       |         | Estádio: La Bombonera Público: 45 000 Árbitro: PAR José Dimas Larrosa |  |

#### Grupo B
| Time     | Pts | J | V | E | D | GP | GC | SG |
| -------- | --- | - | - | - | - | -- | -- | -- |
| Santos   | 3   | 2 | 1 | 1 | 0 | 5  | 1  | +4 |
| Botafogo | 1   | 2 | 0 | 1 | 1 | 1  | 5  | -4 |

| 22 de agosto | Santos   | 1 – 1 | Botafogo      | São Paulo                                                         |  |
|              | Pelé 90' |       | Jairzinho 60' | Estádio: Pacaembu Público: 45 000 Árbitro: BRA Eunápio de Queiroz |  |

| 28 de agosto | Botafogo | 0 – 4 | Santos                        | Rio de Janeiro                                                    |  |
|              |          |       | Pelé 11', 15', 33' · Lima 82' | Estádio: Maracanã Público: 65 000 Árbitro: BRA Eunápio de Queiroz |  |

## Final
| Time         | Pts | J | V | E | D | GP | GC | SG |
| ------------ | --- | - | - | - | - | -- | -- | -- |
| Santos       | 4   | 2 | 2 | 0 | 0 | 5  | 3  | +2 |
| Boca Juniors | 0   | 2 | 0 | 0 | 2 | 3  | 5  | -2 |

| 3 de setembro | Santos                      | 3 – 2 | Boca Juniors        | Rio de Janeiro                                                     |  |
|               | Coutinho 2', 21' · Lima 28' |       | Sanfilippo 43', 89' | Estádio: Maracanã Público: 100 000 Árbitro: FRA Marcel Albert Bois |  |

| 11 de setembro | Boca Juniors   | 1 – 2 | Santos                  | Buenos Aires                                                          |  |
|                | Sanfilippo 46' |       | Coutinho 50' · Pelé 82' | Estádio: La Bombonera Público: 50 000 Árbitro: FRA Marcel Albert Bois |  |

### Premiação
| Copa Libertadores da América de 1963 |
| ------------------------------------ |
| Santos Campeão (2º título)           |

## Estatísticas

### Classificação geral
| Santos                       | 7  | 4 | 3 | 1 | 0 | 10 | 4  | +6  |
| Vice-campeão                 |    |   |   |   |   |    |    |     |
| Boca Juniors                 | 10 | 8 | 5 | 0 | 3 | 15 | 12 | +3  |
| Eliminados na semifinais     |    |   |   |   |   |    |    |     |
| Botafogo                     | 7  | 5 | 3 | 1 | 1 | 6  | 6  | 0   |
| Peñarol                      | 4  | 4 | 2 | 0 | 2 | 15 | 4  | +11 |
| Eliminados na fase de grupos |    |   |   |   |   |    |    |     |
| Olimpia                      | 4  | 4 | 2 | 0 | 2 | 7  | 10 | -3  |
| Alianza Lima                 | 3  | 4 | 1 | 1 | 2 | 2  | 3  | –1  |
| Universidad de Chile         | 2  | 4 | 1 | 0 | 3 | 7  | 7  | 0   |
| Millonarios                  | 1  | 3 | 0 | 1 | 2 | 0  | 3  | –3  |
| Everest                      | 0  | 2 | 0 | 0 | 2 | 1  | 14 | –13 |
| Fonte:[carece de fontes?]    |    |   |   |   |   |    |    |     |

### Artilheiros
| Pos | Jogador         | Equipe       | Gols |
| --- | --------------- | ------------ | ---- |
| 1   | José Sanfilippo | Boca Juniors | 7    |
| 2   | Alberto Spencer | Peñarol      | 5    |
| 2   | Pelé            | Santos       | 5    |
| 4   | Paulo Valentim  | Boca Juniors | 4    |
| 5   | Coutinho        | Santos       | 3    |
| 5   | José Sasía      | Peñarol      | 3    |